# Nelluwaya
Nelluwaya es una ciudad censal situada en el distrito de Thrissur en el estado de Kerala (India). Su población es de 5994 habitantes (2011). Se encuentra a 20 km de Thrissur y a 86 km de Kozhikode.

## Demografía
Según el censo de 2011 la población de Nelluwaya era de 5994 habitantes, de los cuales 2849 eran hombres y 3145 eran mujeres. Nelluwaya tiene una tasa media de alfabetización del 93,10%, inferior a la media estatal del 94%: la alfabetización masculina es del 95,27%, y la alfabetización femenina del 91,17%.